# Abbey Theatre
The Abbey Theatre (en irlandés: Amharclann na Mainistreach), también conocido como el Teatro Nacional de Irlanda (en irlandés: Amharclann Náisiúnta na hÉireann), en Dublín, Irlanda, es una de las principales instituciones culturales del país. Abrió por primera vez al público el 27 de diciembre de 1904 y se trasladó de su edificio original después de un incendio en 1951, permaneciendo activo hasta el día de hoy. El Abbey fue el primer teatro subvencionado por el estado en el mundo de habla inglesa; desde 1925 en adelante recibió una subvención anual del Estado Libre Irlandés. Desde julio de 1966, el Abbey ha estado ubicado en el número 26 de Lower Abbey Street, Dublín 1.
En sus primeros años, el teatro estuvo estrechamente asociado con los escritores del Renacimiento Literario Irlandés, muchos de los cuales estuvieron involucrados en su fundación y la mayoría de los cuales tuvieron obras presentadas allí. El Abbey sirvió como cuna para muchos de los principales dramaturgos irlandeses, incluyendo a William Butler Yeats, Lady Gregory, Seán O'Casey y John Millington Synge, así como a actores destacados. Además, a través de su extenso programa de giras en el extranjero y su alta visibilidad para audiencias extranjeras, particularmente estadounidenses, se ha convertido en una parte importante de la marca cultural irlandesa.

## Historia

### Orígenes

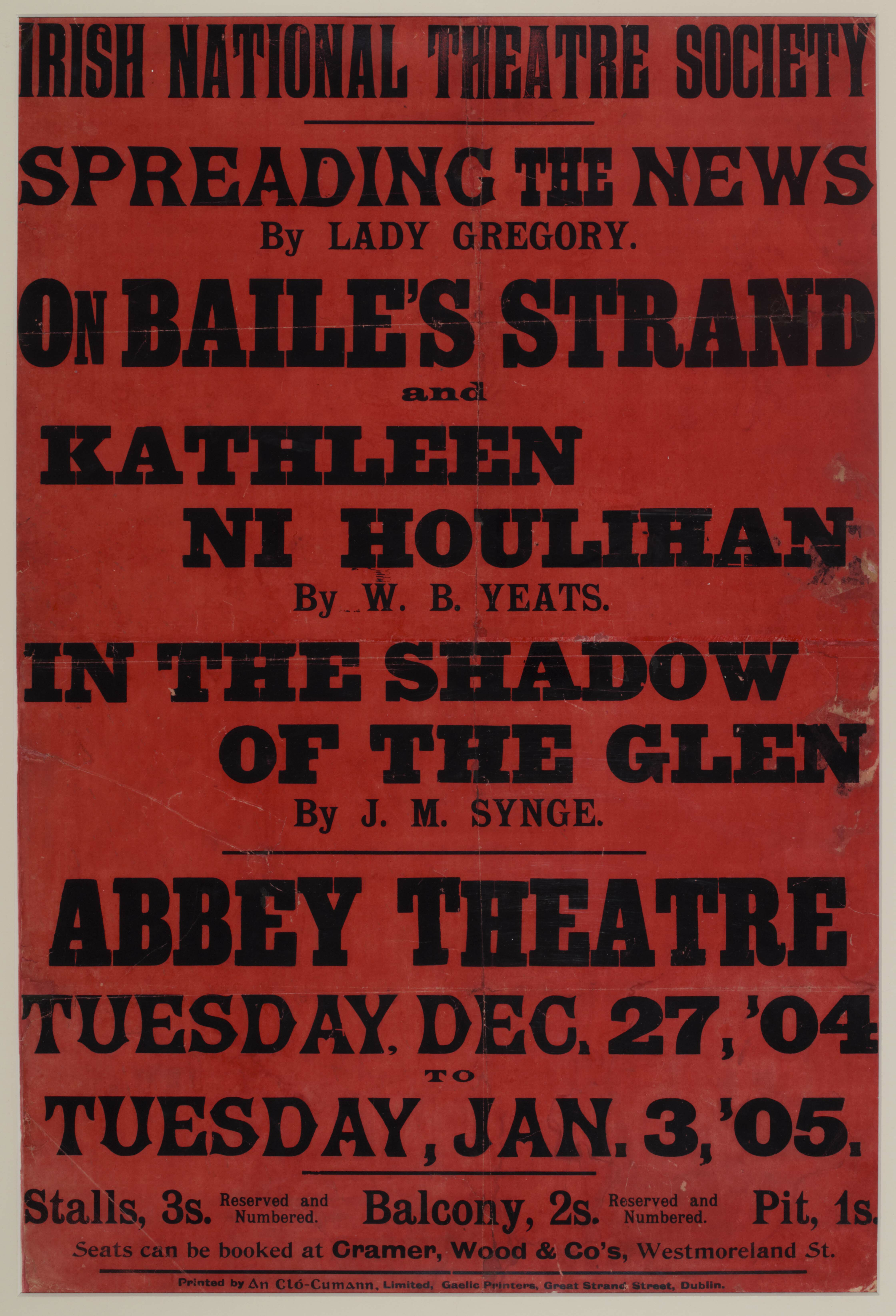
Un cartel de la inauguración en el Abbey Theatre del 27 de diciembre de 1904 al 3 de enero de 1905

El Abbey surgió de tres bases distintas. La primera fue el Teatro literario irlandés. Fundado por Lady Gregory, Edward Martyn y W. B. Yeats en 1899—con la ayuda de George Moore—presentó obras en las Antient Concert Rooms y en el Teatro Gaiety de Dublín, lo que trajo aprobación crítica pero un interés público limitado. Lady Gregory visualizó una sociedad que promoviera "el idealismo antiguo" dedicada a crear obras de teatro irlandés que emparejaran la cultura irlandesa con los métodos teatrales europeos.
La segunda base involucró el trabajo de dos directores de Dublín, William y Frank Fay. William trabajó en la década de 1890 con una compañía de gira en Irlanda, Escocia y Gales, mientras que su hermano Frank estaba involucrado en el teatro amateur en Dublín. Después de que William regresó a Dublín, los hermanos Fay realizaron producciones en salas por toda la ciudad y finalmente formaron W. G. Fay's Irish National Dramatic Company, enfocada en el desarrollo del talento actoral irlandés. En abril de 1902, los Fay dieron tres representaciones de la obra Deirdre de Æ y Cathleen Ní Houlihan de Yeats en St Theresa's Hall en Clarendon Street. Las presentaciones fueron para un público principalmente de clase trabajadora en lugar de los habituales asistentes al teatro de clase media de Dublín. La temporada fue un gran éxito, en parte gracias a la belleza y fuerza de Maud Gonne, quien interpretó el papel principal en la obra de Yeats. La compañía continuó en las Antient Concert Rooms, produciendo obras de Seumas O'Cuisin, Fred Ryan y Yeats.
La tercera base fue el apoyo financiero y la experiencia de Annie Horniman, una mujer inglesa de clase media con experiencia previa en producción teatral, habiendo estado involucrada en la presentación de Arms and the Man de George Bernard Shaw en Londres en 1894. Conocida de Yeats de los círculos londinenses, incluyendo la Orden de la Golden Dawn, llegó a Dublín en 1903 para actuar como secretaria no remunerada de Yeats y para confeccionar los trajes de una producción de su obra The King's Threshold. Su dinero ayudó a fundar el Abbey Theatre y, según el crítico Adrian Frazier, haría que "los ricos se sintieran como en casa y los pobres—en una primera visita—fuera de lugar".
La fundación del Teatro también está conectada con una ola más amplia de cambios en el drama europeo a finales del siglo XIX. La fundación del Théâtre Libre en París en 1887 y el trabajo del Moscow Art Theatre en 1895 representaron un desafío a un "metropolitanismo rancio". Este movimiento refleja el compromiso y la determinación de Lady Gregory para hacer del Abbey Theatre un teatro para el pueblo.

### Fundación

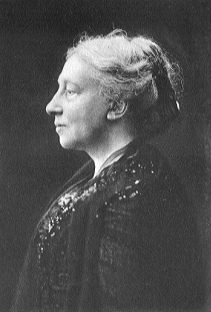
Lady Gregory en la portada de Our Irish Theatre: A Chapter of Autobiography (1913)

Animados por el éxito de St Theresa's Hall, Yeats, Lady Gregory, Æ, Martyn y John Millington Synge fundaron la Irish National Theatre Society en 1903 con financiamiento de Horniman. Se les unieron actores y dramaturgos de la compañía de Fay. Al principio, realizaron presentaciones en el Molesworth Hall. Cuando el Teatro de la Mecánica en Lower Abbey Street y un edificio adyacente en Marlborough Street estuvieron disponibles tras ser cerrados por las autoridades de seguridad contra incendios, Horniman y William Fay acordaron comprar y reacondicionar el espacio para satisfacer las necesidades de la sociedad.
El 11 de mayo de 1904, la Sociedad aceptó formalmente la oferta de Horniman del uso del edificio. Como Horniman no residía habitualmente en Irlanda, las cartas patentes reales requeridas se otorgaron a nombre de Lady Gregory, aunque fueron pagadas por Horniman. Los fundadores nombraron a William Fay como gerente del teatro, responsable de entrenar a los actores en la recién establecida compañía de repertorio. Encargaron al hermano de Yeats, Jack, pintar retratos de todas las figuras principales de la sociedad para el vestíbulo y contrataron a Sarah Purser para diseñar vitrales para el mismo espacio.
El 27 de diciembre, se levantó el telón en la noche de apertura. El programa consistía en tres obras de un acto, On Baile's Strand y Cathleen Ní Houlihan de Yeats, y Spreading the News de Lady Gregory. En la segunda noche, In the Shadow of the Glen de Synge reemplazó la segunda obra de Yeats. Estos dos programas se alternaron durante una temporada de cinco noches. Frank Fay, interpretando a Cúchulainn en On Baile's Strand, fue el primer actor en el escenario del Abbey. Aunque Horniman había diseñado los trajes, ni ella ni Lady Gregory estuvieron presentes, ya que Horniman ya había regresado a Inglaterra. Además de proporcionar financiamiento, su papel principal con el Abbey en los años venideros fue organizar la publicidad y las reservas para sus producciones en gira en Londres y el interior de Inglaterra.
En 1905, sin consultar adecuadamente a Horniman, Yeats, Lady Gregory y Synge decidieron convertir el teatro en una sociedad de responsabilidad limitada, la National Theatre Society Ltd. Molesta por este trato, Horniman contrató a Ben Iden Payne, un ex empleado del Abbey, para ayudar a dirigir una nueva compañía de repertorio que ella fundó en Mánchester, Inglaterra. Los actores principales Máire Nic Shiubhlaigh, Honor Lavelle (Helen Laird), Emma Vernon, Máire Garvey, Frank Walker, Seamus O'Sullivan, Pádraic Colum y George Roberts dejaron el Abbey.
La prensa quedó impresionada con el edificio y The Cork Constitution escribió que "el teatro no tiene ni orquesta ni bar, y la entrada principal es a través de un edificio que antes era la morgue de Dublín." Los asistentes al teatro se sorprendieron y consideraron escandaloso que parte del teatro hubiera sido una morgue. La orquesta se estableció bajo la dirección de John F. Larchet.

#### Contribuciones de fundadores y patrocinadores

##### Lady Gregory
Gregory ayudó a crear el Irish Literary Theatre, que más tarde formaría una base para el INTS, junto con W.B. Yeats y Edward Martyn. Conoció a Yeats en 1898, y él le confesó que era su sueño crear un teatro en el que se pudieran representar nuevas y ambiciosas obras irlandesas. La idea parecía cada vez más posible de lograr a medida que seguían conversando y, al final de su primera reunión, ya tenían un plan para hacer realidad un "teatro nacional". En el primer año del teatro, Lady Gregory se encargó de encontrar dinero y apoyo de patrocinadores, e incluso donó parte de su propio dinero. Fue crucial para hacer funcionar financieramente el ILT y el INTS antes del apoyo de Annie Horniman.
En 1903, cuando Horniman ofreció al INTS un teatro, Lady Gregory planeó eludir los términos del acuerdo. No le gustaba Horniman y se alegró cuando se fue, diciendo que estaba "libre de ella y de futuras invasiones extranjeras". Escribió muchas obras para el teatro, especializándose en la obra de un solo acto.

##### William Butler Yeats
El Abbey Theatre a veces se llama el teatro de Yeats o una manifestación de sus propias ambiciones e ideales artísticos. Quería un teatro en el que las palabras del dramaturgo fueran lo más importante, prevaleciendo sobre el actor y el público. Para él, era muy importante que los autores tuvieran control. Fue gracias a él y a sus esfuerzos que Lady Gregory, Synge y él se convirtieron en la Junta Directiva del INTS. Fue solo después de conocer a Lady Gregory que Yeats pensó que la creación de un teatro así era posible. Trabajó estrechamente con ella durante casi un año antes de la primera producción del ILT, durante la cual se representaron su obra Cathleen Ni Houlihan y The Heather Field de Edward Martyn con gran éxito, algunos incluso llamándola "el evento cultural de la década," aunque algunos lo acusaron de ser demasiado político o incluso de escribir una obra herética.
Luego adoptó una nueva política más inclusiva, lo que le ayudó a él y a Lady Gregory a reclutar muchos nuevos mecenas, la mayoría protestantes y/o unionistas. Tan temprano como en 1900, Yeats envió una carta a Lady Gregory que implicaba que estaba seguro de encontrar un mecenas confiable que, en ese momento, permanecía anónimo. El mecenas del que hablaba era Annie Horniman, quien había financiado anónimamente la primera obra de Yeats en 1884. En ese punto, él empezaba a querer que el Abbey fuera visto como nacionalista. Sin embargo, para octubre de 1901, había perdido interés en el ILT como medio para expresar su visión artística, ya que se vio obligado a hacer sacrificios para acomodar a sus colaboradores. Decidió quedarse debido a su relación con Horniman, a quien veía como un medio para asegurar sus ambiciones y las del grupo de actores irlandeses de los hermanos Fay.
Su relación con Horniman fue esencial para sus proyectos, tanto que declaró frente a una audiencia que no aceptaría dinero de nacionalistas y unionistas, lo que lo obligó a cambiar toda la política del INTS. Dio este discurso en 1903 y para 1904 era presidente del Abbey Theatre. Cuando Horniman se marchó, él quería recuperar el aspecto nacionalista que el teatro había tenido una vez, pero fue detenido por una amenaza de Horniman de cerrarlo; finalmente, tuvo la última palabra con la ayuda de Bernard Shaw y Lady Gregory. Durante el verano de 1909, Shaw ofreció su obra Blanco Posnet al Abbey, una obra censurada anteriormente que le permitió desafiar la autoridad británica y volver al buen favor de los nacionalistas, ganándose así una nueva reputación y acercando al INTS a convertirse en "una institución irlandesa representativa". Tras la oferta de Horniman de venderle de nuevo el teatro, intentó "jugar" con ella para que pagara más. Yeats, con la ayuda de Lady Gregory, compró de nuevo el Abbey y demandó a Horniman por la subvención que creía que le debía, pero solo ganó por principio, y no recibió el dinero.

##### Miss Annie Horniman
Annie Horniman, una entusiasta y gestora teatral británica, fue fundamental en la creación del Teatro Abbey, siendo su primera mecenas significativa y la mujer que ofreció el edificio en el que más tarde se establecería. Yeats la involucró primero como diseñadora de vestuario para su obra The King's Threshold, ya que ella admiraba mucho su arte y era también una manera para él de acercarse a ella. La larga relación de Yeats con ella y su amor por el teatro hicieron que fuera más probable que aceptara convertirse en mecenas permanente y, para 1901, su dinero estaba asegurado. Su apoyo fue tan importante que él ya tenía un papel para ella en el Abbey Theatre antes incluso de que este fuera creado. Sin embargo, para cuando el ITL se convirtió en el INTS, Yeats tuvo que asegurarle que su dinero no se usaría para financiar una rebelión nacionalista.
Ella lo apoyó a él y al INTS con apoyo financiero, ya que provenía de una familia rica y, en 1903, después de que Yeats declarara elocuentemente sus ideales teatrales apolíticos, ella ofreció darle un teatro en Dublín valorado en trece mil libras, pero para que el trato funcionara, tenía condiciones estrictas. En primer lugar, solicitó que su discurso, ensayos sobre el "Teatro Nacional Irlandés" y su oferta se hicieran públicos. En segundo lugar, el punto que más enfatizó, no debía haber política en absoluto. Finalmente, dio el edificio para el Abbey Theatre en 1904, pero permaneció como propietaria. Yeats aceptó sus términos, pero Gregory y Synge trabajaron en encontrar maneras de sortearlos antes de aceptar oficialmente. Ella no quería tener nada que ver con la política irlandesa, especialmente no con el nacionalismo, y reaccionaba fuertemente ante cualquier cosa que considerara política, lo que causó varias disputas inflamatorias con sus colegas. Tampoco le importaba la accesibilidad del teatro, un tema importante para los fundadores, y creó reglas adicionales para la fijación de precios de los boletos, convirtiendo al Abbey Theatre en uno de los teatros más caros de Dublín. Desde entonces, se convirtió en la gerente del Abbey Theatre. A lo largo de los años, invirtió muchas veces el valor del teatro en dinero de vuelta a él a cambio de aportar en las obras teatrales y respetar a los directores de la compañía.
Permaneció involucrada durante unos años difíciles y se marchó en 1907, dándose cuenta con enojo de que no podía lograr la autoexpresión en el Abbey, pero se mantuvo financieramente involucrada hasta 1910. De 1907 a 1909, se volvió contra el INTS, amenazando esencialmente con cerrar si se presentaba cualquier cosa que ella considerara política, incluso si la interpretación era discutible. Después de los disturbios tras El pretendiente del mundo occidental de Synge, expresó plenamente su odio por el nacionalismo y el patriotismo irlandeses y volvió a amenazar al Abbey, pero cuando se presentó Blanco Posnet y se apaciguaron los nacionalistas, hizo un trato con Yeats y Lady Gregory para venderles el teatro. Las negociaciones se prolongaron y en 1910, cuando el Abbey permaneció abierto el día en que murió el Rey Eduardo VII, Horniman tuvo una disputa final en el tribunal con Yeats antes de dejar el Abbey Theatre para siempre.

### Primeros años
En los primeros años, hubo desafíos para encontrar obras de dramaturgos irlandeses, por lo que los fundadores establecieron pautas para que los dramaturgos presentaran sus obras y escribieron algunas ellas mismos. La emergencia del teatro, los desafíos de encontrar obras de dramaturgos irlandeses, las protestas en torno a El pretendiente del mundo occidental y el trabajo del Teatro Irlandés fueron desarrollos clave durante este tiempo. Como una de las primeras directoras del nuevo Abbey Theatre, Lady Gregory intercambió correspondencia con sus colegas W.B. Yeats y J.M. Synge, lo que documentó el desarrollo adicional del nuevo Abbey Theatre, incluyendo temas como la recepción crítica de las obras, el desafío de equilibrar el financiamiento estatal y la libertad artística, y las contribuciones de actores y otros que apoyaban el teatro. El nuevo Abbey Theatre encontró gran éxito popular, y multitudes numerosas asistieron a muchas de sus producciones. El Abbey tuvo la suerte de contar con Synge como un miembro clave, ya que en ese momento se le consideraba uno de los dramaturgos más destacados de lengua inglesa. El teatro presentó muchas obras de autores eminentes o pronto eminentes, incluidos Yeats, Lady Gregory, Moore, Martyn, Padraic Colum, George Bernard Shaw, Oliver St John Gogarty, F. R. Higgins, Thomas MacDonagh, Lord Dunsany, T. C. Murray, James Cousins y Lennox Robinson. Muchos de estos autores formaron parte de la junta directiva, y durante este tiempo el Abbey ganó su reputación como un teatro de escritores.

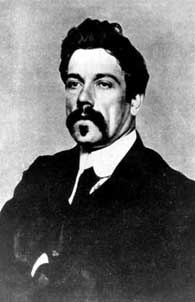
John Millington Synge, autor de El pretendiente del mundo occidental, que causó disturbios en el Abbey en la noche de estreno de la obra

La fortuna del Abbey empeoró en enero de 1907 cuando el estreno de El pretendiente del mundo occidental de Synge provocó disturbios civiles. Los problemas (conocidos desde entonces como los Disturbios de El pretendiente) fueron alentados, en parte, por nacionalistas que consideraban que el teatro era insuficientemente político y que se ofendieron por el uso por parte de Synge de la palabra 'camisa', conocida entonces como un símbolo que representaba a Kitty O'Shea y el adulterio, y por lo tanto se percibía como un insulto a la virtud de la mujer irlandesa. Gran parte de la multitud hizo disturbios en voz alta, y los actores representaron el resto de la obra en mímica. La decisión del teatro de llamar a la policía avivó aún más la ira de los nacionalistas. Aunque la opinión de la prensa pronto se volvió en contra de los alborotadores y las protestas se desvanecieron, la dirección del Abbey quedó sacudida. Decidieron no poner en escena la siguiente obra de Synge, La boda del albañil (1908), por temor a más disturbios. Ese mismo año, la asociación de los hermanos Fay con el teatro terminó cuando emigraron a Estados Unidos debido a un desacuerdo con la visión de Yeats; Lennox Robinson se hizo cargo de la gestión diaria del Abbey después de que Horniman retirara su apoyo financiero.
En 1909, La exposición de Blanco Posnet de Shaw provocó nuevas protestas. La discusión posterior ocupó un número completo de la revista del teatro The Arrow. También ese año, los propietarios decidieron hacer independiente al Abbey de Annie Horniman, quien había indicado preferir este curso. Las relaciones con Horniman habían sido tensas, en parte porque ella deseaba estar involucrada en la elección de qué obras se representarían y cuándo. Como muestra de respeto por la muerte del Rey Eduardo VII, existía un entendimiento de que los teatros de Dublín cerrarían la noche del 7 de mayo de 1910. Sin embargo, Robinson mantuvo abierto el Abbey. Cuando Horniman se enteró de la decisión de Robinson, rompió sus conexiones con la compañía. Según su propia estimación, había invertido £10,350, equivalente aproximadamente a un millón de dólares estadounidenses en 2007, en el proyecto.
Con la pérdida de Horniman, Synge y los Fay, el Abbey bajo Robinson tendió a decaer, sufriendo por la disminución del interés público y los ingresos en taquilla. Este declive fue detenido por un tiempo con la aparición de Seán O'Casey como heredero de Synge. La carrera de O'Casey como dramaturgo comenzó con La sombra de un pistolero, puesta en escena por el Abbey en 1923. Le siguieron Juno y el pavo real en 1924 y El arado y las estrellas en 1926. El público se levantó en disturbios por la última obra, de manera similar a como había ocurrido con El pretendiente 19 años antes. Preocupado por la reacción pública, el Abbey rechazó la siguiente obra de O'Casey. Él emigró a Londres poco después.
Primera Guerra Mundial y el Rebelión Irlandesa de 1916 casi acabaron con el teatro; sin embargo, en 1924, Yeats y Lady Gregory ofrecieron el Abbey como un regalo al gobierno del Estado Libre para el pueblo irlandés. Aunque el gobierno lo rechazó, al año siguiente el ministro de Finanzas Ernest Blythe organizó una subvención anual del gobierno de £850 para el Abbey. Esto convirtió a la compañía en el primer teatro apoyado por el estado en el mundo de habla inglesa. La subvención permitió al teatro evitar la bancarrota, aunque la cantidad era demasiado pequeña para sacarlo de las dificultades financieras. 

#### Escuelas afiliadas
Ese mismo año se estableció la Abbey School of Acting. La Abbey School of Ballet fue fundada por Ninette de Valois, quien había proporcionado coreografía para varias obras de Yeats, y funcionó hasta 1933.

#### El Pavo Real y el Gate
En ese momento, la compañía adquirió espacio adicional, lo que les permitió crear un pequeño teatro experimental, el Peacock, en la planta baja del teatro principal. En 1928, Hilton Edwards, Micheál MacLiammoir, la empresaria de cabaret Daisy Bannard Cogley y Gearóid Ó Lochlainn lanzaron el Gate Theatre Studio, arrendando el Peacock desde el 14 de octubre y utilizando el lugar para presentar obras de dramaturgos europeos y americanos.
El Gate también buscó obras de nuevos dramaturgos irlandeses y se trasladó a sus propias instalaciones en 1930. A pesar del espacio del Peacock, el Abbey mismo entró en un período de declive artístico. Esto se ilustra con la historia de cómo se dice que una nueva obra llegó al Gate Theatre. Según se dice, Denis Johnston presentó su primera obra, Shadowdance, al Abbey; sin embargo, Lady Gregory la rechazó, devolviéndola al autor con "La Vieja Dama dice No" escrita en la página del título. Johnston decidió cambiar el título de la obra. El Gate presentó La Vieja Dama dice 'No' en The Peacock en 1928. (Nota: los críticos académicos Joseph Ronsley y Christine St. Peter han cuestionado la veracidad de esta historia.)

## Décadas de 1930 a 1950
La tradición del Abbey como un teatro principalmente de escritores sobrevivió a la retirada de Yeats de la participación diaria. Frank O'Connor formó parte de la junta directiva desde 1935 hasta 1939, fue director gerente a partir de 1937 y tuvo dos obras representadas durante este período. Se sintió alienado e incapaz de lidiar con muchos otros miembros de la junta, quienes le reprochaban su pasado de adulterio. Aunque luchó formidablemente por mantener su posición, poco después de la muerte de Yeats, la junta comenzó a maniobrar para remover a O'Connor. En 1941, Ernest Blythe, un político que había organizado la primera subvención estatal para el teatro, se convirtió en director gerente.
Durante las décadas de 1940 y 1950, hubo un declive constante en el número de nuevas producciones. Se produjeron 104 obras nuevas de 1930 a 1940, mientras que este número se redujo a 62 para 1940-1950. Después de eso, hubo otra disminución. Sin embargo, el teatro no se desanimó por la disminución de las producciones de obras originales y logró aumentar su número de espectadores. La actitud del público en general había cambiado considerablemente hacia el Abbey desde el comienzo del siglo. Ya no era exclusivamente un teatro para los ricos y para un pequeño grupo de intelectuales, se había convertido en un teatro para el pueblo. Las obras de O'Casey y Lennox Robinson que se producían en el teatro en ese momento probablemente contribuyeron a este cambio. Las audiencias más grandes también llevaron a un cambio en la política de repertorio del Abbey. En lugar del antiguo sistema del teatro de limitar la carrera inicial de una nueva obra a una semana, sin importar cuán popular se volviera la obra, el Abbey extendió las representaciones de sus nuevas obras hasta que el público se agotara. Este cambio de política, en parte debido a la escasez de nuevas obras, tendría consecuencias serias en los años futuros cuando el Abbey encontró agotadas sus existencias de reposiciones populares.
Durante las décadas de 1940 y 1950, el plato fuerte en el Abbey fue una farsa cómica ambientada en el idealizado mundo campesino de Éamon de Valera. Si tal mundo alguna vez existió, ya no era considerado relevante por la mayoría de los ciudadanos irlandeses, y como resultado, el número de espectadores continuó disminuyendo. Esta tendencia podría haber sido más dramática, pero actores populares como F. J. McCormick y dramaturgos como George Shiels aún podían atraer a la gente. Austin Clarke organizó eventos para su Dublin Verse Speaking Society, más tarde el Lyric Theatre, en el Peacock de 1941 a 1944 y en el Abbey de 1944 a 1951. Nellie Bushell, sirvienta de larga data, dejó su puesto como acomodadora en 1948.

## Décadas de 1950 a 1990
El 17 de julio de 1951, un incendio dañó el Abbey Theatre, quedando solo el Peacock intacto. A menudo se cuenta que el edificio fue destruido en el incendio, pero Frank MacDonald sostiene que esto es una exageración, citando el uso continuado del edificio por parte de la Irish Academy of Letters hasta su eventual demolición en 1960. La compañía arrendó el antiguo Teatro Queen's en septiembre y continuó en residencia allí hasta 1966.
La junta directiva tenía planes para reconstruir con un diseño del arquitecto irlandés Michael Scott que se remonta a 1959. La revista Irish Builder argumentó que era más favorable restaurar el antiguo edificio en lugar de construir uno nuevo, ya que "sentimos que los turistas que vienen aquí preferirían ver el viejo Abbey de Yeats y Synge, en lugar del Abbey de Scott." El 3 de septiembre de 1963, el Presidente de Irlanda, Éamon de Valera, colocó la primera piedra para el nuevo teatro, y el Abbey reabrió el 18 de julio de 1966. El costo del nuevo edificio fue de £725,000, un exceso sobre el estimado original de £235,000, lo que llevó a que el Comité del Dáil para Cuentas Públicas pidiera una investigación sobre el sobrecosto.
Un nuevo edificio, una nueva generación de dramaturgos que incluía figuras como Hugh Leonard, Brian Friel y Tom Murphy, y el turismo que incluía al Teatro Nacional como una atracción cultural clave, ayudaron a revivir el teatro. A partir de 1957, la participación del teatro en el Festival de Teatro de Dublín impulsó su renacimiento. Obras como Philadelphia, aquí estoy (1964) de Brian Friel, Faith Healer (1979) y Bailando en Lughnasa (1990); Un silbido en la oscuridad (1961) y El concierto Gigli (1983) de Tom Murphy; y Da (1973) y A Life (1980) de Hugh Leonard, ayudaron a elevar el perfil internacional del Abbey con exitosas temporadas en el West End de Londres y en Broadway en la Ciudad de Nueva York.
El escritor irlandés-estadounidense y estudioso de W.B. Yeats, James W. Flannery (nacido en 1936), escribió dos libros sobre el Abbey Theatre: W. B. Yeats and the Idea of a Theatre: The Early Abbey Theatre in Theory and in Practice (1976) y Miss Horniman and the Abbey Theatre (1970). Flannery fue el director Ejecutivo del Festival Internacional de Teatro Yeats celebrado en el Abbey Theatre de 1989 a 1993.

## Desafíos en los años 2000
En diciembre de 2004, el teatro celebró su centenario con eventos que incluyeron actuaciones del programa original por grupos de teatro amateur y una producción de Dublin By Lamplight de Michael West, originalmente presentada por Annie Ryan para la compañía The Corn Exchange en el Project Arts Centre en noviembre de 2004. A pesar del centenario, no todo iba bien: los números de audiencia estaban cayendo, el Peacock estaba cerrado por falta de fondos, el teatro estaba cerca de la bancarrota y el personal sentía la amenaza de grandes despidos.
En septiembre de 2004, dos miembros del consejo asesor del teatro, los dramaturgos Jimmy Murphy y Ulick O'Connor, presentaron una "moción de falta de confianza" en el director Artístico Ben Barnes, y lo criticaron por hacer una gira con una obra en Australia durante la profunda crisis financiera y artística en casa. Barnes regresó y mantuvo temporalmente su posición. El debacle puso al Abbey bajo gran escrutinio público. El 12 de mayo de 2005, Barnes y el director gerente Brian Jackson renunciaron después de descubrir que el déficit del teatro de €1.85 millones había sido subestimado. El nuevo director, Fiach Mac Conghail, quien debía comenzar en enero de 2006, asumió el cargo en mayo de 2005.

## Restablecimiento
El 20 de agosto de 2005, el Consejo Asesor del Abbey Theatre aprobó un plan para disolver el propietario del Abbey, la National Theatre Society, y reemplazarlo con una compañía limitada por garantía, el Abbey Theatre Limited. Después de un intenso debate, la junta aceptó el programa. Basándose en este plan, el Consejo de las Artes de Irlanda otorgó al Abbey €25.7 millones en enero de 2006 para ser distribuidos en tres años. La subvención representó un aumento aproximado del 43 % en los ingresos del Abbey y fue la más grande jamás otorgada por el Consejo de las Artes. La nueva compañía se estableció el 1 de febrero de 2006, con el anuncio de una nueva Junta Directiva del Abbey presidida por el Juez de la Corte Suprema Bryan McMahon. En marzo de 2007, el auditorio principal del teatro fue radicalmente reconfigurado por Jean-Guy Lecat como parte de una importante modernización del teatro.
En 2009, el Departamento Literario anunció el lanzamiento de una nueva iniciativa de desarrollo, el Programa de Nuevos Dramaturgos. Los seis escritores que participaron en este programa piloto fueron Aidan Harney, Lisa Keogh, Shona McCarthy, Jody O'Neill, Neil Sharpson y Lisa Tierney-Keogh.
Después de que Mac Conghail fuera nombrado director en mayo de 2005, más de 30 escritores fueron encargados por el Abbey, y el Abbey produjo nuevas obras de Tom Murphy, Richard Dormer, Gary Duggan, Billy Roche, Bernard Farrell y Owen McCafferty. El Abbey también desarrolló una relación con el Public Theater en Nueva York, donde presentó dos nuevas obras: Terminus de Mark O'Rowe y Kicking a Dead Horse de Sam Shepard. Además, en 2009/10 el Abbey hizo un movimiento histórico al producir cuatro obras consecutivas de escritoras: B for Baby de Carmel Winter, No Romance de Nancy Harris, Perve de Stacey Gregg y 16 Possible Glimpses de Marina Carr.
El Abbey lanzó un programa especial, Waking the Nation, para conmemorar el Easter Rising de 1916. Surgió cierta controversia debido a que de diez producciones, solo una, un monólogo para niños, fue escrita por una dramaturga.

## Codirectores y planes para un nuevo edificio
En 2016, la dirección del Abbey Theatre pasó a dos codirectores con contratos de cinco años. Neil Murray de Gales y Graham McLaren de Escocia siguieron políticas que implicaban giras significativas, una selección más amplia de obras incluyendo temporadas más cortas, menor dependencia de producciones emblemáticas del Abbey como The Plough and the Stars (57 producciones en la historia del teatro), preestrenos gratuitos y un énfasis en la diversidad. También impulsaron el proyecto para renovar el edificio del teatro, con McLaren describiendo la estructura actual como "el peor edificio teatral en el que he trabajado... estalinista... un diseño terrible, terrible".
Después de discutir sobre nuevas ubicaciones en Docklands, en O'Connell Street y otros lugares, se decidió reurbanizar el Abbey en su lugar actual. Por lo tanto, en septiembre de 2012, el Abbey Theatre adquirió 15-17 Eden Quay, y en 2016, 22-23 Eden Quay. Con un presupuesto de hasta 80 millones de euros mencionado, incluyendo financiamiento de capital del gobierno central, el plan es demoler el edificio existente y construir en el sitio combinado, creando dos nuevos espacios teatrales de 700 y 250 asientos, junto con un restaurante, modernos espacios de ensayo y nuevas oficinas. El nuevo teatro se abriría hacia los muelles del Liffey. A partir de enero de 2020, la construcción aún no ha comenzado.
En febrero de 2021, después de un concurso abierto, se nombraron dos nuevos codirectores, Caitriona McLaughlin como Directora Artística y Mark O'Brien como Director Ejecutivo.